# Unlockdown
Unlockdown è una sitcom per ragazzi prodotta da DeA Kids. La serie debutta su DeA Kids in anteprima il 2 aprile 2021 per poi essere trasmessa regolarmente ogni venerdì dal 16 aprile 2021.

## Trama
Sei ragazzi, Jack, Martha, Sam, Michelle, Leo e Lara, che sono poco più che conoscenti, si ritrovano a dover convivere tutti insieme durante il lockdown. Infatti, i loro genitori, che sono amici, hanno deciso di "passare il lockdown in vacanza”, perché quando è scattato, loro si trovavano in vacanza alle Maldive. Quindi hanno pensato bene di lasciare i loro figli a convivere insieme, sotto la tutela di Lara, la sorella maggiorenne di Jack. Nelle puntate emergono tante situazioni quotidiane legate al lockdown: dalla Dad, all'uso delle app di delivery, alla gestione della casa stessa, al poter uscire portando il cane a passeggio, fino alle relazioni stesse da gestire a distanza.
La serie affronta anche molti temi importanti come l’identità di genere, l’ansia, l’isolamento virtuale, il bisogno di inclusione, l’affermazione della propria personalità, i rapporti amorosi, il primo bacio... fino alla paura di tornare alla normalità, dopo tanti mesi "chiusi" in un lockdown.

### Prima stagione
Cinque adolescenti, poco più che conoscenti, si trovano a dover convivere tutti insieme a causa di un nuovo lockdown, sotto la tutela della sorella maggiorenne di uno di loro.

### Seconda stagione
I cinque amici si ritrovano per una prima vacanza insieme. Tra nuovi ingressi, coppie che scoppiano e tutti i piccoli grandi problemi dell’adolescenza.

### Terza stagione
Dopo aver trascorso le vacanze insieme, il gruppo di amici decide di andare a vivere da Leo, che, finalmente maggiorenne, ha preso casa da solo.

## Episodi
| Stagione         | Episodi | Prima TV originale (DeaKids) |
| ---------------- | ------- | ---------------------------- |
| Prima stagione   | 15      | 2021                         |
| Seconda stagione | 15      | 2022                         |
| Terza stagione   | 15      | 2023                         |

## Personaggi e interpreti
- Jack (st.1-2 guest star st 3), interpretato da Riccardo Antonaci. È il protagonista della serie e fratello minore di Lara, appena arriva il lockdown e i suoi genitori sono alle Hawaii, avrà una convivenza con Martha, Leo, Sam e Michelle e ad occuparsi di loro sarà la sorella. All’inizio della serie è fidanzato con Rebecca, ma non capisce che quest’ultima lo fa sentire uno zerbino. Nel frattempo diventerà molto amico di Leo e Sam ed instaurerà un legame forte con Martha, che all’inizio non sopportava ma poi i due riescono ad andare d’accordo, si innamora poi di quest’ultima scambiandosi anche un bacio, rendendosi conto di voler stare con lei ma non riesce a lasciare Rebecca poiché non ha il coraggio finché poi ci riesce e si fidanza con Martha. Nella seconda stagione Jack dice che si sono lasciati ma non viene specificato il motivo, finché poi si scopre che si sono lasciati perché Jack disse a Martha di amarla e Martha gli rispose solo “grazie” rimanendo ferito e così la lascia ma i due restano comunque amici.Si scopre che lui stava fingendo di essere un ragazzo con cui Martha chattava online e quando quest’ultima lo scopre reagisce male dicendogli che lo odia, uscirà poi con Trixie ma al loro appuntamento non farà altro che parlare di Martha rendendosi conto di averla persa per sempre, finché poi quest’ultima riesce a dirgli che lo ama e lui ricambia, rimettendosi insieme. Nella terza stagione non appare perché si è trasferito negli Stati Uniti, continuando così la relazione con Martha a distanza ma apparirà come guest star. Tornerà nel finale della terza stagione per la festa di addio di Martha e nell’epilogo si scopre che se n'è andato dagli Stati Uniti e che prende i biglietti bonus per andare a trovare Martha tutte le settimane.
- Martha (st.1-3), interpretata da Margherita Rebeggiani. È una ragazza che durante il lockdown andrà in convivenza con Jack,Leo, Sam e Michelle. Diventerà molto amica di Michelle e Sam e inizialmente non sopporta Jack ma poi i due riescono ad andare d’accordo e inizia a volergli bene fino a innamorarsi di lui, scambiandosi anche un bacio anche se è incerta poiché Jack è fidanzato con Rebecca ma poi i due si mettono insieme. Nella seconda stagione i due si lasciano non volendo dire il motivo ma poi chiariscono e restano amici, inizierà a chattare con uno sconosciuto online di nome Zap, dicendo poi che lei e Jack si sono lasciati perché lei non riusciva a dirgli che lo ama. Inizia poi ad essere indecisa tra Zap e Jack perché quest’ultimo chiede a Martha di dire in pubblico che è la sua ragazza e quando lei rifiuta scopre che era Jack il ragazzo con cui lei si stava sentendo e presa dalla rabbia, non riesce a dirgli quello che prova dicendo così che lo odia, conoscerà una ragazza di nome Trixie e vuole entrare nella sua squadra così quest’ultima le chiede di sconfiggere degli zombie in un videogame, chiedendo poi un appuntamento con Jack ed essendo infastidita, riesce a sconfiggere gli zombie facilmente ed entra nella squadra di Trixie riuscirà a dire poi a Jack che lo ama e lui la ricambia rimettendosi insieme. Nella terza stagione avrà una relazione a distanza con Jack poiché quest’ultimo è andato negli Stati Uniti e andrà a convivere con Leo insieme agli altri perché quest’ultimo prende la casa da solo. Scopre di dover partire per il Giappone dovendo rimanere lì per 3 anni e gli unici che lo sanno sono Jack e Michelle, finché poi prende il coraggio di dirlo a Trixie e le due litigano perché quest’ultima si sente tradita, ma poi fanno pace e lei riesce a dirlo agli altri. Negli ultimi tempi però lei si comporta in modo strano, fa tanto sport e non mangia dolci e i ragazzi per questo si insospettiscono, poi scoprono che lei ha il diabete e inizialmente non voleva dirlo per paura che potessero prenderla come una persona malata, ma poi la rassicurano del fatto che anche se ha il diabete resta sempre la Martha di sempre. Nel finale della terza stagione fanno una festa d’addio per lei dato che deve partire per il Giappone, riuscendo per la prima volta a fare un discorso e inoltre si scopre nell’epilogo che è diventata una grande esperta di videogiochi e che lei e Trixie lavorano insieme.
- Leo (st.1-3), interpretato da Sebastiano Fighera.È il migliore amico di Michelle e durante il lockdown vivrà con lei, Jack, Martha e Sam. È un appassionato di sport e ne farà molto legando anche con Jack e Sam. Rivelerà poi a Michelle che gli piacciono i ragazzi e dice di sentirsi sollevato poiché non l’aveva detto a nessuno. Nella seconda stagione si fidanza con un ragazzo di nome Tommy e quando il padre va a trovarlo, finge di essere fidanzato con Martha poiché non è riuscito a dirgli la sua sessualità ma poi riuscirà a dirlo. Nella terza stagione finalmente maggiorenne, prende la casa da solo andando a vivere con tutti gli altri. Negli ultimi tempi lui e Tommy non passano tanto tempo insieme perché quest’ultimo ha intrapreso una carriera da modello e decidono di lasciarsi, poi torneranno insieme e decidono di organizzare un viaggio e poiché non riescono a decidere dove andare, Leo decide di fare una sorpresa a Tommy prendendo i biglietti per la Grecia, ma quest’ultimo durante un blackout in ascensore lo tradisce con Gio e Leo vedendo la scena decide di porre fine alla loro storia, cadendo per un periodo in depressione ma quando in ascensore lui e Tommy si ritrovano a parlare per chiarirsi si blocca di nuovo e quest’ultimo gli spiega che quando ha baciato Gio si è reso conto che non potrà mai esserci nulla tra i due e che era solo confuso perché è innamorato di Leo e così i due tornano insieme. Nel finale della terza stagione fa un discorso di addio a Martha riuscendo a farla commuovere e nell’epilogo si scopre che ha aperto una palestra tutta sua, che gli affari vanno alla grande e che tra lui e Tommy le cose procedono bene.
- Michelle (st.1-3), interpretata da Emma Dalla. È la migliore amica di Leo e durante il lockdown andrà a vivere con lui, Jack, Martha e Sam. Nel frattempo instaura un’amicizia con tutti, in particolare con Martha e si innamora di Sam, inizialmente i due sono incerti ma poi si mettono insieme. Nella seconda stagione, avrà un po’ di problemi con Sam poiché pensa che i due siano destinati ad essere solo amici non avendo neanche un momento per stare insieme, finché i due decidono di lasciarsi rimanendo buoni amici. Nella terza stagione andrà a vivere con Leo e gli altri ed è sempre più convinta di voler trovare l’amore, inizialmente si frequenta con Steve, non rivelandosi il ragazzo giusto per lei, poi conosce Gio e si infatua di lui ma lascia subito perdere perché a Gio piace Tommy. Successivamente conosce Mark e per conquistarlo finge di essere fan degli Snack e durante una diretta sbaglia il ballo che le avevano insegnato Sam e Trixie, scoprendo però che a Mark piaceva sin da subito ma non si vedono più e Michelle capisce di non dover mentire per piacere agli altri e che va bene così com’è. Nell’epilogo del finale della terza stagione si scopre che ha aperto un’associazione ambientalista insieme a Tommy e che finalmente ha trovato un fidanzato.
- Sam (st.1-3), interpretato da Alessandro Notari.È un ragazzo che durante il lockdown andrà a vivere con Jack, Martha, Leo e Michelle. Instaurerà un legame con Martha e si innamora di Michelle anche se inizialmente sono incerti ma poi si mettono insieme. Nella seconda stagione andrà in vacanza con gli altri da suo nonno e inizia ad avere un po’ di problemi con Michelle poiché non hanno avuto tempo per stare insieme, finché si lasciano rimanendo amici. Nella terza stagione andrà a vivere con Leo e gli altri e avrà vari lavori, prima come cameriere al locale di Adriano detto “Tony” venendo subito licenziato, poi trova lavoro come agente di volo e successivamente come agente immobiliare ma grazie a Leo capisce che la cosa che piace di più alle persone sono i suoi panini e così decide di metterli nel locale prendendo il nome “Samdwich” e nell’epilogo si viene a sapere che ha fatto successo diventando così un imprenditore aprendo ristoranti in tutto il paese.
- Lara (st.1 guest star st.2 ), interpretata da Federica Lucaferri. È la sorella maggiore di Jack ed ha un profilo Instagram dove chiama i suoi fan “batuffoli”, durante il lockdown dovrà occuparsi di suo fratello insieme agli altri anche se sembra non se ne importi molto, in un episodio rimarrà attratta da un ragazzo che poi si scopre un suo fan con cui non vuole avere a che fare. Anche se sembra che sia un po’ pestifera nei confronti dei ragazzi, in fondo tiene molto a loro. Nella seconda stagione tornerà per aprire un suo podcast “L’ora di Lara” ma poi si rende conto che i commenti sono solo per Martha e così abbandona il podcast, andandosene.
- Tommy (st.2-3), interpretato da Francesco Mura. È il fidanzato di Leo e i due inizialmente stanno bene insieme ma poi appena il padre di Leo torna, Tommy rimarrà deluso dal comportamento del fidanzato perché non è riuscito a dirgli che gli piacciono i ragazzi ma poi quando Leo confessa al padre la verità, Tommy è molto orgoglioso di lui. Nella terza stagione andrà a convivere con Leo e gli altri e intraprenderà una carriera come modello, tra lui e Leo le cose non vanno molto bene poiché a causa del suo nuovo lavoro non riescono a passare tanto tempo insieme e decidono di lasciarsi. Tommy nel frattempo avrà una breve frequentazione con Gio ma vorrebbe anche chiarire con Leo e così alla fine sceglie Leo e si rimettono insieme, decidono anche di organizzare una vacanza insieme ma Tommy era molto indeciso, poi durante un blackout in ascensore si ritrova da solo con Gio e in un momento di debolezza lo bacia, Leo scoprendo tutto decide di troncare la loro relazione e cerca in tutti i modi di farsi perdonare, troncando anche i rapporti con Gio, inizialmente voleva chiedergli di rimanere amici però parlando con quest’ultimo si rende conto che non glielo doveva chiedere e che alla fine quest’ultimo ha compreso la situazione, poi mentre Leo e Tommy si ritrovano in ascensore per chiarire si blocca di nuovo e quest’ultimo gli spiega che durante il bacio con Gio non ha provato niente perché ha capito di amare Leo e baciandosi gli dice che dopo il blackout la luce torna sempre, facendo intendere che dopo il suo bacio con Gio è tornato su Leo. Nell’epilogo del finale della terza stagione si scopre che si è ritirato dalla sua carriera da modello per la sua vera passione ovvero l’ambiente, aprendo un’associazione insieme a Michelle e che è stato quest’ultimo a presentarle il suo attuale fidanzato.
- Trixie (st.2-3), interpretata da Flavia Paloni. È una ragazza che ha la passione per i videogame e vuole una compagna nella sua squadra, decidendo di “testare” Martha e le due ragazze fanno conoscenza poiché hanno la stessa passione, chiedendo a quest’ultima un appuntamento con Jack, ma poi si stanca poiché Jack non faceva altro che parlare di Martha, vedendo poi che quest’ultima è riuscita a sconfiggere gli zombie decide di farla entrare nella sua squadra.Nella terza stagione andrà a convivere con Leo e gli altri e lei e Martha sono ormai diventate migliori amiche ma poi litigano quando scopre che Martha dovrà stare per tre anni in Giappone e chiudono l’amicizia ma poi fanno pace, poi negli ultimi tempi lei e Martha si comportano in modo molto strano e Trixie era l’unica a sapere del segreto di Martha e appena scoprono che ha il diabete quest’ultima non dice niente dimostrandosi una vera amica, si scopre che ha una sorella di nome Anna e le due non vanno molto d’accordo perché la sorella cerca sempre di stare al centro dell’attenzione e lei per questo è molto gelosa, però le due parlano e quest’ultima le dice che non vuole rubarle gli amici ma cercava solo di conoscerli, scoprendo un lato buono e altruista di lei e le due fanno pace. Nel finale della terza stagione per la festa a sorpresa di Martha finge di essersi fatta male ma poi si scopre che era una messa in scena per organizzare la festa, dicendo che le mancherà moltissimo e nell’epilogo si scopre che è andata a Tokyo da Martha e che le due lavorano insieme come videogamer.